# Ruby MRI
Matz's Ruby Interpreter або Ruby MRI (також зустрічається CRuby) - це одна з імплементацій мови програмування Ruby, яка названа в честь розробника Yukihiro Matsumoto (“Matz’s Ruby Interpreter” – Ruby інтерпретатор Матца) або CRuby. MRI рахується найбільш популярною реалізацією.

## Історія
Yukihiro Matsumoto ("Matz") почав працювати над Ruby 24 лютого 1993 року і випустив перший публічний реліз в 1995. Назва "Ruby" була обрана через існуючі жарти в колі розробника над назвою мови програмування Perl.

## Операційні системи
Ruby MRI підтримується наступними операційними системами (підтримувані версії можуть відрізнятися):
- Acorn RISC OS
- Amiga
- BeOS / Haiku
- DOS (32-bit)
- IBM i
- Internet Tablet OS
- Linux
- Mac OS X
- Microsoft Windows 95/98/2000/2003/NT/XP/Vista/7/8/10
- Microsoft Windows CE
- MorphOS
- OS/2
- OpenVMS
- Syllable
- Symbian OS
- Blue Gene/L compute node kernel
- Unix

Список може бути не повним.